# Ozarba besidia
Ozarba besidia là một loài bướm đêm trong họ Noctuidae.